# いりす症候群!
『いりす症候群！』（いりすしょうこうぐん、英題：Irisu Syndrome!、中国語題：伊莉絲症候群！）は、カタテマによって制作されたDXライブラリ製のパズルゲームである。ジャンルは落ち物パズルであり「即死系物理パズルゲーム」と称されている。2008年10月2日にフリーウェアとして公開され、最新版は2010年2月8日公開のver.2.03となっている。非公式の英語パッチが流通しており、英語圏においても人気の作品であるという。また繁体字と簡体字の双方に対応した中国語訳版やスペイン語訳版も存在する。

## 概要
プレイヤーはマウスをクリックすることによって、フィールド内に白いブロックを「射出」することができる。これによってフィールドに降る様々な形をしたブロックの軌道を変え、同じ色のブロック同士をぶつけ合わせて消滅させることが目的のゲームとなっている。これらのブロックが底まで落下すると「情実ゲージ」が減少し、このゲージが尽きるとゲームオーバーになる。
2009年12月に開催されたコミックマーケットでは、新たな要素が加えられた『いりす症候群！滅』が配布された。現在公開されているダウンロード版においても、追加モードとして搭載されている。

## 制作背景
本作ではゲーム用の2D物理演算エンジンであるBox2Dが利用されている。作者てつは、2D物理エンジンによって細かいオブジェクトが動き回るソフトが作りたいと考え、以前からノベルゲーム用に構想していたストーリーを基にパズルゲームとして制作したと述べている。そして長編RPG『魔王物語物語』（2007年公開）完成後の作品であったため、「コンパクトなゲームを作りたいという欲求」から短時間で遊べるゲームになったとしている。
本作は「枠なし落ちものパズルゲーム」であることから「接触時の処理に代表されるブロックの状態遷移のデザイン」に苦労したという。またプレイヤーに「点数を意識してプレイしてほしい」との思いから、一定の点数に達するとストーリーが進むシステムを採用したとしている。
テキストファイルによってゲームの外部から情報を与えるという表現方法については、アンディー・メンテの作品においてレベルの数値などをテキスト出力していたことに着想を得たと述べており、ロマサガシリーズの攻略本や資料集によって「ゲームから一歩引いたところでテキストを読んで理解することに、独特の楽しさを体験した思い出」から、ゲーム外部にストーリーを出力するという手法によってこれを擬似的に再現したとしている。

## 評価
ITmedia Gamezのレビュー記事では、「物理演算で制御されたブロックの動き」と連鎖システムを取り上げて「とにかくリアル」「ビリヤードのよう」だと例え、そのゲーム性を「最初から最後までドキドキ、ハラハラがほどよく続く」と賞賛している。またストーリーについて「相当に恐ろしい」と評している。
ベクターの「新着ソフトレビュー」では「非常に中毒性の高い落ち物パズルゲーム」と評価されており、「BGMもゲームの世界観にマッチしている」とされ「パズル、音楽など魅力満載だが、特にノベル部分がおもしろい」と評されている。
Softonicのレビュー記事では「攻略しがいがあり、やみつき度も高いハイレベルなパズルゲーム」と評されており、「頻繁に訪れる『パニック状態』にストレスを感じる人や、自分のペースでまったりと攻略したい人」には向いていないとしている。また「グラフィックはかわいらしい」が「衝撃的なストーリーがプレーヤーに強烈な印象を与えるゲーム」であることから、「絵柄に反して『大人向け』なゲーム展開を楽しめる人」に向いているとされている。